# Hypsosinga albovittata
Hypsosinga albovittata là một loài nhện trong họ Araneidae.
Loài này thuộc chi Hypsosinga. Loài này được Johan Peter Westring miêu tả năm 1851.

## Hình ảnh

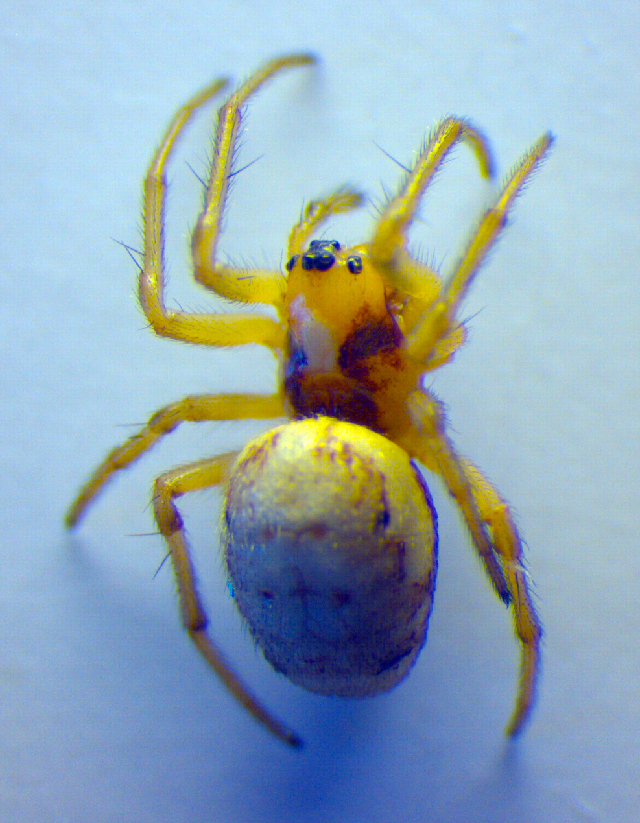